# Jürgen Voss (Historiker)
Jürgen Voss (* 1939) ist ein deutscher Historiker.

## Leben
Voss wurde nach einem Studium der Geschichtswissenschaft 1968/69 an der Universität Mannheim promoviert. Hier habilitierte er sich im Jahr 1976 mit einer Arbeit über den Historiker Johann Daniel Schöpflin. Später wurde er Referent am Deutschen Historischen Institut Paris. 1996 wurde er zum Mitglied der Akademie gemeinnütziger Wissenschaften zu Erfurt gewählt.
Seine Forschungsgebiete sind die deutsch-französischen Beziehungen, die Wissenschafts- und die Historiographiegeschichte.

## Schriften (Auswahl)
- (Hrsg.) Liselotte von der Pfalz: Briefe an Johanna Sophie von Schaumburg-Lippe (= Kleines Archiv des achtzehnten Jahrhunderts. Bd. 41). Röhrig, St. Ingbert 2003, ISBN 3-86110-293-5.
- (Hrsg.) Johann Daniel Schöpflin: Wissenschaftliche und diplomatische Korrespondenz. Thorbecke, Stuttgart 2002, ISBN 3-7995-7448-4.
- Goethe im sozialen und kulturellen Gefüge seiner Zeit. Fünf Vorträge gehalten am Deutschen Historischen Institut zu Paris (= Pariser historische Studien. Bd. 51). Bouvier, Bonn 1999, ISBN 3-416-02883-X.
- Deutsch-französische Beziehungen im Spannungsfeld von Absolutismus, Aufklärung und Revolution. Ausgewählte Beiträge (= Pariser historische Studien. Bd. 36). Bouvier, Bonn/Berlin 1992, ISBN 3-416-02422-2.
- Geschichte Frankreichs. Bd. 2: Von der frühneuzeitlichen Monarchie zur ersten Republik. 1500–1800. Beck, München 1980.
- Universität, Geschichtswissenschaft und Diplomatie im Zeitalter der Aufklärung. Johann Daniel Schöpflin (1694–1771) (= Veröffentlichungen des Historischen Instituts der Universität Mannheim. Bd. 4). Fink, München 1979, ISBN 3-7705-1459-9 (zugleich: Habilitationsschrift, Mannheim, Universität, Fakultät für Geschichte und Geographie, 1976).
- Das Mittelalter im historischen Denken Frankreichs. Untersuchungen zur Geschichte des Mittelalterbegriffes und der Mittelalterbewertung von der zweiten Hälfte des 16. bis zur Mitte des 19. Jahrhunderts. Fink, München 1972.